# José Manuel Díaz
José Manuel Díaz Gallego (Jaén, 18 januari 1995) is een Spaans wielrenner.

## Carrière
In 2015 en 2016 behaalde Díaz enkele overwinningen en ereplaatsen in het Spaanse amateurcircuit, waaronder een overwinning in de Memorial Valenciaga. Daarnaast werd hij in 2015 onder meer achttiende in de Ronde van La Rioja. Zijn resultaten overtuigden Israel Cycling Academy om hem eind 2016 een contract voor twee seizoenen aan te bieden.
Zijn debuut voor de Israëlische ploeg maakte Díaz in de Ronde van Valencia, waarin hij vijftiende werd in het jongerenklassement. In mei werd hij twaalfde in het eindklassement van de Ronde van Asturië en tiende in de GP Lugano. In augustus klom hij naar de tiende plek in de eerste Pro Ötztaler 5500.
In de derde etappe van de Ronde van Catalonië in 2024 liet Díaz zich uitzakken tot bij de koersdokter, om te vragen om een zalf voor een schaafwond, opgelopen bij een eerdere valpartij. De koersdokter greep, in volle vaart, het stuur van Díaz, waarna de renner viel. Hij reed de etappe nog uit en kwam op bijna 28 minuten van winnaar Tadej Pogačar over de streep. Na onderzoek bleek echter dat Díaz een breuk in zijn kuitbeen had opgelopen. In de vierde etappe ging hij niet meer van start. Al snel was Díaz weer in koers, niet veel later werd hij derde in de Ronde van de Doubs achter Lenny Martinez en Clément Berthet. Zijn seizoen sloot hij af met een zesde plaats in het eindklassement van de Ronde van Langkawi.

## Belangrijkste overwinningen
2019
Bergklassement Ronde van Tsjechië
2020
8e etappe Ronde van Rwanda
2021
5e etappe Ronde van Turkije
Eindklassement Ronde van Turkije
2023
2e etappe Trofeo Joaquim Agostinho

## Resultaten in voornaamste wedstrijden
| Jaar | Ronde van Italië | Ronde van Frankrijk | Ronde van Spanje |
| ---- | ---------------- | ------------------- | ---------------- |
| 2018 |                  |                     |                  |
| 2019 |                  |                     |                  |
| 2020 |                  |                     |                  |
| 2021 |                  |                     |                  |
| 2022 |                  |                     | 43e              |
| 2023 |                  |                     | 64e              |

| Jaar | Ronde van Lombardije | Waalse Pijl | Clásica San Sebastián |
| ---- | -------------------- | ----------- | --------------------- |
| 2018 | 53e                  |             |                       |
| 2019 |                      |             |                       |
| 2020 |                      |             |                       |
| 2021 |                      |             |                       |
| 2022 |                      |             | 38e                   |
| 2023 |                      | 132e        | opgave                |

### Resultaten in kleinere rondes
| Jaar | Parijs-Nice | Ronde van Catalonië | Ronde van het Baskenland |
| ---- | ----------- | ------------------- | ------------------------ |
| 2018 |             | 64e                 |                          |
| 2019 |             |                     |                          |
| 2020 | 45e         |                     |                          |
| 2023 |             | 18e                 | opgave                   |
| 2024 |             | opgave              | 36e                      |

## Ploegen
- 2017 –  Israel Cycling Academy
- 2018 –  Israel Cycling Academy
- 2019 –  Team Vorarlberg Santic
- 2020 –  NIPPO DELKO One Provence
- 2021 –  DELKO
- 2022 –  Gazprom-RusVelo (tot 1 maart)
- 2022 –  Burgos-BH (vanaf 3 juni)
- 2023 –  Burgos-BH
- 2024 –  Burgos-BH
- 2025 –  Burgos Burpellet BH

Boivin · Craven · Dempster · Díaz · Goldstein · Lemus · Lowndes · Neilands · Perry · Räim · Sagiv · Schreurs · Turek · Williams · van Winden · Yechezkel · Einhorn (stagiair) · Niv (stagiair) · Sessler (stagiair)
Ávila · Boivin · Dempster · Díaz · Earle · Enger · Gebremedhin · O. Goldstein · R. Goldstein · Hermans · Jensen · Lemus · Neilands · Niv · Perry · Plaza · Räim · Sagiv · Sbaragli · Schreurs · Turek · Williams · van Winden · Yechezkel
Canola · Carboni · Conci · Díaz · Fedeli · Kotsjetkov · Kukrle · Lunder · Malucelli · Nekrasov · Nytsj · Piccolo · Rikoenov · Rivera · Rovny · Scaroni · Strachov · Tsjerkasov · Tsjernetski · Vacek · Zakarin
Aparicio · Bol · Cabedo · Díaz (vanaf 3/6) · Domingues · Ezquerra · Fuentes · Langellotti · López-Cózar · Madrazo · Molenaar · Moreno · Muller · Navarro · Okamika · Orts · Pelegrí · Peñalver · Räim · Rubio · Sánchez · Fernández (stagiair) · Franco (stagiair) · Martin (stagiair)
Alleno · Álvarez · Angulo · Aparicio · Ardila (tot 23/8) · Barthe · Bol · Díaz · Ezquerra · Fagundez · M. Fernández · Franco · Fuentes · Langellotti · Madrazo · Mora (vanaf 9/5) · Navarro · Okamika · Orts · Pelegrí · Peñalver · Sánchez · Delgado (stagiair) · S. Fernandez (stagiair)
Alleno · Álvarez · Angulo · Aparicio · Bol · Bouglas · Chumil · Delgado · Díaz · Ezquerra · Fagundez · Fernandez · Franco · Fuentes · Gate · Jackson · Langellotti · Mora · Okamika · Pelegrí · Sainbayar · Vacek · Bennassar (stagiair) · Cabedo (stagiair) · Rey (stagiair)